# Il tempo non torna più/Le notti di maggio
Il tempo non torna più/Le notti di maggio è un singolo di Fiorella Mannoia pubblicato nel 1988. Il disco ha avuto due ristampe, la prima distribuita dalla CBS con etichetta DDD - La Drogueria di Drugolo (Catalogo: DDD CBS-4748), e la seconda pubblicata in Germania distribuita per la Ariola con etichetta DDD - La Drogueria di Drugolo (Catalogo: DDD Ariola 111551). Il 45 giri è stato prodotto da Piero Fabrizi e arrangiato da Fio Zanotti.

## Tracce
Lato A
1. Il tempo non torna più – 4:58 (Piero Fabrizi ed Enrico Ruggeri)

Lato B
1. Le notti di maggio – 3:40 (Ivano Fossati)

Durata totale: 8 min : 30 s